# Heiricus von Auxerre
Heiricus von Auxerre (* um 841; † nach 875) war ein Theologe des Benediktinerordens, der heute vor allem seiner Klassikerkenntnis wegen Beachtung findet.
Heiricus trat als Mönch in die Abtei Saint-Germain in Auxerre ein. Sein Hauptwerk ist denn auch die von ihm glossierte Vita S. Germani. Er studierte in Ferrières Theologie bei Servatus Lupus und Haimo von Auxerre und auch in Soissons und lehrte an der Klosterschule. Heiricus wird zu den wichtigeren karolingischen Schriftstellern gerechnet. Remigius von Auxerre zählte zu seinen Schülern und war sein Nachfolger als theologischer Lehrer.

## Werke
- Heirici Carmina. In: Poetae Latini medii aevi 3: Poetae Latini aevi Carolini (III). Herausgegeben von Ludwig Traube. Berlin 1886, S. 421–517 (Monumenta Germaniae Historica, Digitalisat); Migne: Patrologia Latina 124, 1131–1208 / BHL 3458. (Vita)
- Miraculi S. Germani. In: Theodor Mommsen (Hrsg.): Auctores antiquissimi 13: Chronica minora saec. IV. V. VI. VII. (III). Berlin 1898, S. 172–173 (Monumenta Germaniae Historica, Digitalisat); Georg Waitz u. a. (Hrsg.): Scriptores (in Folio) 13: Supplementa tomorum I-XII, pars I. Hannover 1881, S. 401–404 (Monumenta Germaniae Historica, Digitalisat); Migne, Patrologia Latina 124, 1207–1270 / BHL 3462
- Homiliaire sur les évangiles de l’année liturgique
- I Collectanea di Eirico di Auxerre, hrsg. von Riccardo Quadri, (Spicilegium friburgense, Bd. 11), Fribourg/Schweiz 1966 (Sammlung von Exzerpten und Sentenzen u. a. aus Valerius Maximus, Sueton, Pseudo-Caecilius Balbus).